# 泰庫雷
50°31′55″N 26°22′15″E / 50.53194°N 26.37083°E

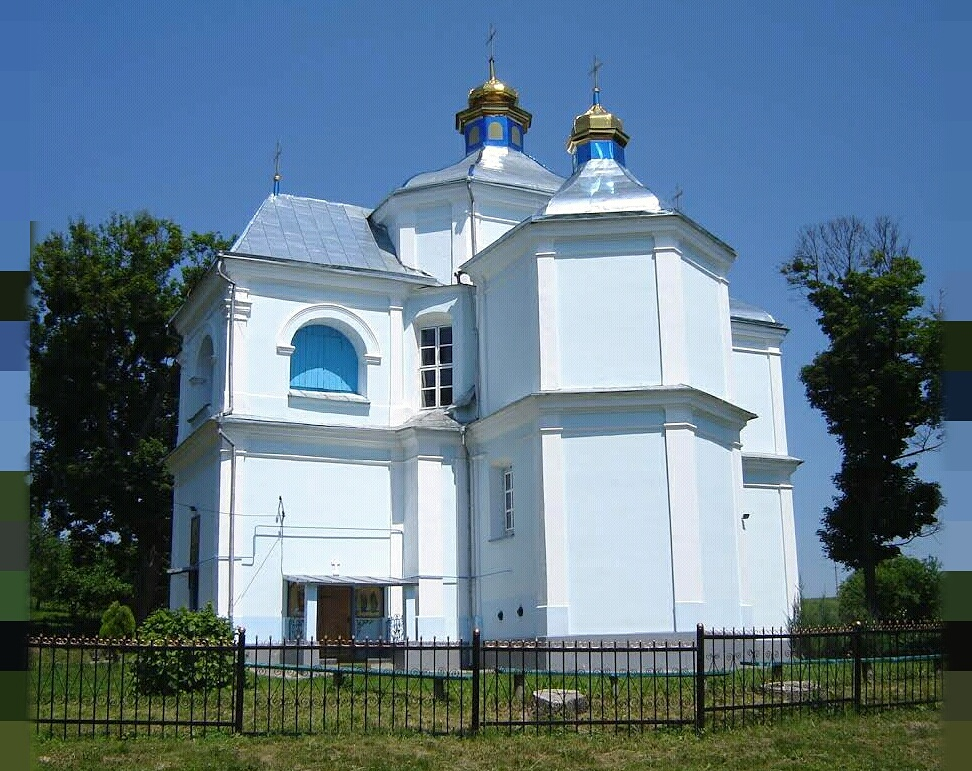
教堂

泰庫雷（烏克蘭語：Тайкури），是烏克蘭西北部里夫内州里夫内区科尔宁市镇的村落。始建於1570年，面積1.84平方公里，海拔高度253米，2001年人口619，人口密度每平方公里336.4人。